# Hucisko (Zawiercie)
Pour les articles homonymes, voir Hucisko.
Hucisko est une localité polonaise de la gmina de Włodowice, située dans le powiat de Zawiercie en voïvodie de Silésie.